# Marja Vis
Marja Vis (Maria Margaretha Antje Vis, * 15. Januar 1977 in Hoorn) ist eine niederländische, auf Langstrecken spezialisierte, Eisschnellläuferin.
Die Allrounderin Marja Vis debütierte im Januar 2000 beim Weltcup in Calgary. Bisher konnte sie noch keinen Weltcup gewinnen, doch wurde sie dreimal Zweite, einmal davon mit dem Team. In der Saison 2001/02 belegte sie über die 3000/5000 Meter einen sechsten Platz im Gesamtweltcup. Bei den Mehrkampf-Europameisterschaften 2002 und 2003 belegte sie jeweils den sechsten Platz, bei den Mehrkampf-Weltmeisterschaften 2002 den neunten, 2003 den zehnten. Dreimal wurde sie niederländische Meisterin, sechsmal Vizemeisterin und zweimal Dritte.